# عز الدين الكلاوي
عزالدين حسن حسن الكلاوي (1967م -)، هو إعلامي وناقد رياضي مصري ورئيس تحرير موقع «كووورة».

## مؤهلاته
- بكالوريوس صحافة ونشر – كلية الاعلام – جامعة القاهرة - عام 1982
- دراسات تمهيدي الماجستيرمن قسم الاعلام بكلية الآداب – جامعة عين شمس.
- استعد لتسجيل الماجستير في الصحافة الرياضية
- حاصل علي العديد من الدورات المتقدمة في اللغة الإنجليزية من الجامعة الأمريكية ومن معهد الأهرام الإقليمي للصحافة بالقاهرة.
- دورة متخصصة في اللغة الفرنسية من المركز الثقافي الفرنسي بالقاهرة.
- 7 دورات في الكومبيوتروتطبيقاتة الصحفية من السعودية ومصر
- دورة متقدمة في الصحافة باللغة الإنجليزية من معهد الأهرام الإقليمي.

## أعمال ومناصب
العمل الحالي: مسؤول تحرير موقع كووورة الرياضي.

## مناصب سابقة وحالية
- الرئيس المناوب للقسم الرياضي بصحيفة الأهرام منذ عام 1997.
- رئيس القسم الرياضي بالطبعة الدولية للاهرام منذعام 1985
- رئيس القسم الرياضي بالطبعة العربية للاهرام لمدة عامين.
- ناقد وكاتب صحفي وصاحب عمود أسبوعي بالاهرام«آفاق رياضية»
- يكتب حالياً عمود «أفكار» بمجلة سوبر الرياضية الإماراتية.
- متخصص في كتابة وتحليل مباريات الكره محلياً وعربياً وأفريقياً ودولياً منذ أكثرمن 23 عاماً.
- معلق ومحلل لمباريات كرة القدم بالتلفزيون المصري وإذاعة الشباب الرياضة وقناة النيل للرياضة وقناة ART وقناة الدريم. -شارك في
- التعليق علي أكثر من 500 مباراة بداية من كأس العالم 1998 .
- محاضر متخصص في الاعلام والنقد الرياضي في المؤتمرات والنداوات الرياضية وبعض الجامعات.
- عضو المكتب التنفيذي لرابطة النقاد الرياضين المصرية ورئيس لجنة تنمية موارد الرابطة.
- عضو اللجنة العليا لتطوير رياضة المعاقين بمصر.
- عضو مجلس اداراة الجمعية المصرية للطب الرياضي.
- أمين الصندوق السابق للجمعية المصرية للاعبين المحترفين.
- معد برامج رياضية بالتلفزيون المصري ومحلل كروى بالإذاعة والتلفزيون.
- خبرات في المجال الصحفي.